# La dueña del Swing
«La dueña del Swing» es una canción de merengue rápido interpretada por el grupo dominicano Los Hermanos Rosario. Lanzado como el primer sencillo de su sexto álbum de estudio Los dueños del Swing (1995). La canción fue compuesta por el miembro Rafael Rosario en conjunto a René Solís.
La canción se le atribuye al grupo como su mayor éxito.

## Composición y terminología
En la letra de la canción se puede identificar la palabra swing, una palabra en inglés que significa moverse o giro, entre otros términos. El sencillo fue escrito por el miembro Rafael del Rosario junto al escritor René Solís. La canción trata sobre un pretendiente que se sorprende al ver lo bien que baila una mujer en la pista, describiendo su movimiento como swing. A lo que alega más tarde en los coros «tiene swing».
Sin embargo, el significado de swing no sólo se le atribuye al propio significado. Sino también al género con orígenes en la ciudad de Nueva York, Estados Unidos. De la cual la canción es una fusión.